# William Powell

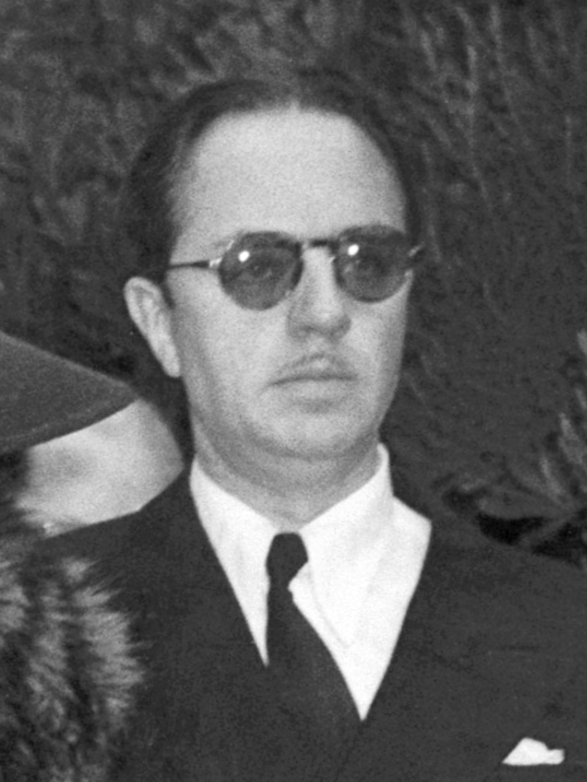
William Powell auf der Beerdigung von Jean Harlow (1937)

William Horatio Powell (* 29. Juli 1892 in Pittsburgh, Pennsylvania; † 5. März 1984 in Palm Springs, Kalifornien) war ein US-amerikanischer Schauspieler, dessen Karriere beim Stummfilm begann. Gemeinsam mit Kay Francis bildete Powell in sechs Filmen von 1930 bis 1932 ein Leinwandpaar, zwischen 1934 und 1947 war er in 14 Filmen als Partner von Myrna Loy zu sehen. Zu seinen bekanntesten Rollen gehören die Auftritte als Detektiv Nick Charles in der Filmreihe Der dünne Mann. Powell war insgesamt dreimal für den Oscar als bester Hauptdarsteller nominiert.

## Leben und Karriere

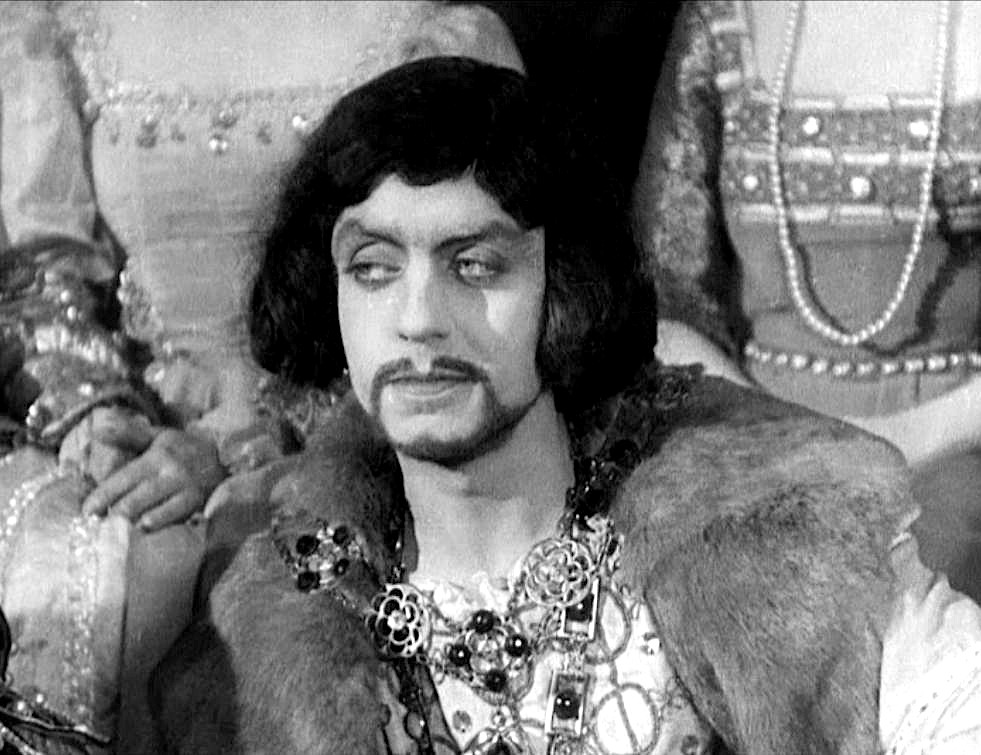
William Powell in When Knighthood Was in Flower (1922)

William Powell besuchte die American Academy of Dramatic Arts in New York. Er arbeitete anschließend unter anderem jahrelang am Broadway sowie in Vaudeville-Produktionen, ehe er 1922 sein Debüt als Filmschauspieler neben Marion Davies in When Knighthood Was in Flower gab. 1924 erhielt er einen Studiovertrag bei Paramount Pictures und spielte dann in zahlreichen Produktionen, darunter 1926 in der heute verschollenen Erstverfilmung von Der große Gatsby sowie 1928 in Josef von Sternbergs Sein letzter Befehl neben Emil Jannings. In der Stummfilmära spielte er vorrangig düstere Gestalten wie Diebe, Erpresser oder schlechte Ehemänner.
Der große Erfolg für Powell stellte sich erst mit Beginn des Tonfilms Ende der 1920er-Jahre ein, der auch seine angenehme Stimme zur Geltung brachte. Der Kriminalfilm Die Stimme aus dem Jenseits von 1929, in dem er den aus den Romanen von S. S. Van Dine bekannten Privatdetektiv Philo Vance darstellte, etablierte ihn in positiveren Rollen. Powell drehte einige Melodramen mit Kay Francis, mit der er 1932 gleichzeitig zu Warner Brothers wechselte. Im selben Jahr hatte er mit Francis zwei kommerziell erfolgreiche Auftritte in Ein Dieb mit Klasse und Reise ohne Wiederkehr. Endgültig zum Filmstar wurde er 1934 nach einem Wechsel zu MGM, wo er mit der Rolle des wohlhabenden Hobby-Detektivs Nick Charles in der Kriminalkomödie Der dünne Mann großen Erfolg hatte. Mit seiner Filmpartnerin Myrna Loy, neben der er zuerst in Manhattan Melodrama spielte, bildete er bis 1948 in insgesamt 14 Filmen ein Leinwandpaar, darunter auch in den fünf noch folgenden Dünner-Mann-Kriminalkomödien um Nick Charles und dessen Ehefrau Nora. Powell war für Der dünne Mann, mit dem er sein Talent für elegante Salonkomödien unter Beweis stellte, auf der Oscarverleihung 1935 erstmals für den Oscar als bester Hauptdarsteller nominiert.
Powell spielte in seinen Filmen oftmals weltmännische und selbstbewusste Herren mit einem gewissen ironischen Humor. Ab Mitte der 1930er-Jahre arbeitete er für den Rest seiner Karriere regelmäßig für MGM. Dort machte auch Luise Rainer 1935 neben William Powell ihr US-Debüt in Seitensprung, dem amerikanischen Remake des österreichischen Films Maskerade mit Paula Wessely. 1936 war das wohl erfolgreichste Karrierejahr von Powell. Er spielte den Theaterimpressario Florenz Ziegfeld junior in der fast dreistündigen Filmbiografie Der große Ziegfeld, in dem die beiden Ehefrauen von Ziegfeld von Luise Rainer (als Anna Held) und Myrna Loy (als Billie Burke) verkörpert wurden. Der Film erhielt auf der Oscarverleihung 1937 den Oscar als bester Film des Jahres, während Rainer für ihren nur gut 20-minütigen Auftritt als Anna Held als beste Hauptdarstellerin ausgezeichnet wurde. Im selben Jahr war William Powell in der Komödie Lustige Sünder Teil der Starbesetzung, die neben ihm Myrna Loy, Spencer Tracy und Jean Harlow umfasste. Den dritten kommerziellen Erfolg, in dem Powell 1936 zu sehen war, bildete die Screwball-Komödie Mein Mann Godfrey, in der er mit Hilfe von Carole Lombard vom Obdachlosen zum fürsorglichen Butler einer exzentrischen Familie aufsteigt. Für Mein Mann Godfrey erhielt er seine zweite Oscar-Nominierung.
1937 war Powell in The Last of Mrs. Cheyney neben Joan Crawford und Robert Montgomery zu sehen. 1940 trat er in Liebling, du hast dich verändert wieder mit Myrna Loy als Partnerin auf. Anschließend verringerte er, auch da er Ende der 1930er-Jahre eine Krebserkrankung zu überstehen hatte, sein Pensum und drehte deutlich weniger Filme. 1947 war er neben Irene Dunne in Unser Leben mit Vater, der Verfilmung des damals erfolgreichsten Broadwaystücks, zu sehen und erhielt seine dritte und finale Oscar-Nominierung. Im selben Jahr drehte er auch seinen letzten Dünner-Mann-Film, Das Lied vom dünnen Mann. 1953 spielte er eine größere Nebenrolle als älterer Verehrer von Lauren Bacall in der Komödie Wie angelt man sich einen Millionär? unter Regie von Jean Negulescu. Seinen letzten Leinwandauftritt hatte er 1955 in Mervyn LeRoys Keine Zeit für Heldentum, ehe er sich endgültig ins Privatleben zurückzog.

### Privates
William Powell war dreimal verheiratet. Aus seiner ersten Ehe mit der Schauspielerin Eileen Wilson zwischen 1915 und 1940 hatte er sein einziges Kind, den späteren Drehbuchautor William David Powell. Danach war er von 1931 bis 1933 in zweiter Ehe mit Carole Lombard verheiratet, die Scheidung verlief im Guten und beide drehten später noch Mein Mann Godfrey zusammen. Im Anschluss war er mehrere Jahre bis zu ihrem Tod 1937 mit Jean Harlow liiert. 1940 heiratete Powell die Schauspielerin Diana Lewis, mit der er bis zu seinem Tod zusammenblieb und seinen Ruhestand in Palm Springs verlebte. 1968 beging sein Sohn William David Powell mit 42 Jahren Suizid nach Depressionen und gesundheitlichen Problemen.
William Powell verstarb im März 1984 mit 91 Jahren an Altersschwäche und wurde im Desert Memorial Park in Cathedral City beigesetzt. Ein Stern auf dem Hollywood Boulevard, Höhe 1636 Vine Street, erinnert an den Schauspieler.

## Filmografie (Auswahl)
- 1922: When Knighthood Was in Flower
- 1924: Die Hochzeit von Florenz (Romola)
- 1926: Blutsbrüderschaft (Beau Geste)
- 1926: Der große Gatsby (The Great Gatsby)
- 1926: Aloma, die Blume der Südsee (Aloma of the South Seas)
- 1926: Der Schrecken der Steinwüste (Desert Gold)
- 1926: Ein Ende mit Schrecken (Sea Horses)
- 1927: Bezahlte Liebe (Paid to Love)
- 1927: Der Meuchelmörder von Nevada (Nevada)
- 1927: Eddie, der Postillion der Liebe (Special Delivery)
- 1927: Señorita
- 1928: Der weiße Harem (Beau Sabreur)
- 1928: Sein letzter Befehl (The Last Command)
- 1928: Polizei (The Drag Net)
- 1929: Die Stimme aus dem Jenseits (The Canary Murder Case)
- 1929: Vier Federn (The Four Feathers)
- 1929: Das Haus des Schreckens (The Greene Murder Case)
- 1930: Paramount-Parade (Paramount on Parade)
- 1930: Das Geheimnis des Ingenieurs Nelson (Shadow of the Law)
- 1930: Der Schuß aus dem Dunkel (The Benson Murder Case)
- 1930: Street of Chance
- 1930: For the Defense
- 1931: Ladies’ Man
- 1932: Ein ausgefuchster Gauner (High Pressure)
- 1932: Ein Dieb mit Klasse (Jewel Robbery)
- 1932: Reise ohne Wiederkehr (One Way Passage)
- 1933: Double Harness
- 1933: Der Detektiv und die Spielerin (Private Detective 62)
- 1933: The Kennel Murder Case
- 1934: Liebe ohne Zwirn und Faden (Fashions of 1934)
- 1934: Manhattan Melodrama
- 1934: Der dünne Mann (The Thin Man)
- 1934: Ich kämpfe für dich (Evelyn Prentice)
- 1935: Herr Sherlock und Frau Holmes (Star of Midnight)
- 1935: Seitensprung (Escapade)
- 1935: Die öffentliche Meinung (Reckless)
- 1935: Spione küßt man nicht (Rendezvous)
- 1936: Der große Ziegfeld (The Great Ziegfeld)
- 1936: Vornehm und gefährlich (The Ex-Mrs. Bradford)
- 1936: Mein Mann Godfrey (My Man Godfrey)
- 1936: Lustige Sünder (Libeled Lady)
- 1936: Dünner Mann, 2. Fall (After the Thin Man)
- 1937: The Last of Mrs. Cheyney
- 1937: Doppelhochzeit (Double Wedding)
- 1937: Finale in St. Petersburg (The Emperor’s Candlesticks)
- 1938: The Baroness and the Butler
- 1939: Dünner Mann, 3. Fall (Another Thin Man)
- 1940: Liebling, du hast dich verändert (I Love You Again)
- 1941: Love Crazy
- 1941: Der Schatten des dünnen Mannes (The Shadow of the Thin Man)
- 1942: Crossroads
- 1943: The Heavenly Body
- 1944: Der dünne Mann kehrt heim (The Thin Man Goes Home)
- 1945: Broadway Melodie 1950 (Ziegfeld Follies)
- 1947: Unser Leben mit Vater (Life with Father)
- 1947: Das Lied vom dünnen Mann (Song of the Thin Man)
- 1947: Der Senator war indiskret (The Senator Was Indisreet)
- 1948: Mr. Peabody und die Meerjungfrau (Mr. Peabody and the Mermaid)
- 1949: Dancing in the Dark
- 1949: Take One False Step
- 1952: Der Schatz im Canyon (The Treasure of Lost Canyon)
- 1953: Ein verwöhntes Biest (The Girl who Had Everything)
- 1953: Wie angelt man sich einen Millionär? (How to Marry a Millionaire)
- 1955: Keine Zeit für Heldentum (Mister Roberts)

## Auszeichnungen
Oscar/Bester Hauptdarsteller
- Oscarverleihung 1935: Nominierung für Der dünne Mann
- Oscarverleihung 1937: Nominierung für Mein Mann Godfrey
- Oscarverleihung 1948: Nominierung für Unser Leben mit Vater

New York Film Critics Circle Award
- 1947: Bester Hauptdarsteller für Unser Leben mit Vater und Der Senator war indiskret